# Шидс
Шидс (Шибс, Шипс, Шабсъ), Вторая (в нижнем течении) — река в России, протекает по Крымскому району Краснодарского края. Начинается около отметки высоты 580 м на хребте Свинцовые горы. Устье — река Абин, в районе хутора Красный. Длина реки — 22 км (по иным данным, 16 км, если считать низовья от места впадения Псыжа отдельной рекой). Площадь водосборного бассейна — 225 км².
Название реки связано либо с адыг. Шыдзэ и переводится как «конная армия» (адыг. шы — «лошадь» и адыг. дзы -«войско, армия»), либо с адыг. Шыпс — «Конская вода» (адыг. пс — «вода»).
После слияния с рекой Псыж (в хуторе Армянский) на современных картах река подписана как Вторая (или Куличка), однако ранее реку называли Шидс (Шибс) на всём протяжении от истоков к устью. В ГКГН Вторая выделена как отдельная река, а Шидс — её приток. В коммуне Володарского (ныне хутор Новоукраинский) с 1928 по 32 гг. находился гидропост. Впадают реки Псыж, Шибик и Куафо.
На реке расположены (помимо упомянутых) хутора Шептальский, Новоукраинский, окраина хутора Семенцовка и Крымска, заброшенный аул Астагой.

## Топографическая карта
- Лист карты K-37-5-Г.